# Dita Von Teese (album)
Dita Von Teese è il primo ed eponimo album in studio dell'artista statunitense Dita Von Teese, pubblicato nel 2018.

## Tracce
Testi e musiche di Sébastien Tellier, eccetto dove indicato.
1. Sparkling Rain – 3:26 (testo: Amandine de la Richardière)
2. Rendez-vous – 3:46 (testo: Richardière)
3. La vie est un jeu – 4:34
4. My Lips on Your Lips – 4:39
5. Bird of Prey – 2:57
6. Parfum – 3:46
7. Fevers and Candies – 3:54
8. Saticula – 3:43
9. Dangerous Guy – 4:24 (testo: Tellier, Richardière)
10. Porcelaine – 3:41